# دوغلاس جاي كوهن
دوغلاس جاي كوهن (بالإنجليزية: Douglas J. Cohen)‏ هو ملحن وكاتب أغاني وشاعر أمريكي، ولد في 1958.